# Škoda 1Tr
Škoda 1Tr је био први тролејбус произведен у чехословачкој фабрици Шкода. То је било једно од три возила изграђена за новопостављену тролејбуску мрежу у Прагу.

## Конструкција
Конструкција шасије тролејбуса 1Tr долази из аутомобила Škoda 553. Шасија је прилагођена за уградњу електромотора и електричне опреме. Тело је произведено у фабрици Шкода у Младом Болеславу, а електричну опрему производила филијала компаније у Пилзну. Тело је било дрвено, ојачано металним елементима и прекривено лимом.
Škoda 1Tr је троосовински тролејбус. Возило је опремљено са три врсте кочница: рекуперативна, пнеуматска и ручна. На левој страни каросерије налазе се два преклопна врата. На десној страни тролејбуса налазила су се додатна, мања врата возачеве кабине.

## Прототип
Прототип је направљен 1936. Заједно са прототипима тролејбуса Praga TOT и Tatra T 86, био је намењен првој чехословачкој „модерној“ тролејбуској мрежи у Прагу.

## Набавке тролејбуса
1936. године је бил произведен 1 тролејбус.
| Држава | Град | Тип | Година продаје | Тролејбуси | Гаражни бројеви | Извори |
| ------ | ---- | --- | -------------- | ---------- | --------------- | ------ |
| Чешка  | Праг | 1Tr | 1936.          | 1          | 301             |        |